# Dây Khắc dung
Dây Khắc dung (danh pháp khoa học: Zanthoxylum collinsiae) là một loài thực vật có hoa trong họ Cửu lý hương. Loài này được Craib miêu tả khoa học đầu tiên năm 1926.